# 54-та стрілецька дивізія (СРСР)
54-та стрілецька дивізія (54 сд) (рос. 54-я стрелковая дивизия) — військове з'єднання, стрілецька дивізія сухопутних військ Червоної армії, що існувала з 1919 до 1945 року.

## Історія з'єднання
54-та стрілецька дивізія сформована у серпні 1919 року на Північному фронті Громадянської війни. У 1939 році на базі частин дивізії розгорнута 104-та гірськострілецька дивізія.
Брала участь у Зимовій війні, наступала в напрямку Кухмо.
До початку німецько-радянської війни перебувала в північній Карелії, займаючи рубіж Кем — Ухта — Реболи, перебуваючи в 100—250 кілометрах від кордону.
З 10 липня 1941 року основні сили дивізії, що займали оборону по рубежу річки Войниця, вступили в бої з групою «F», сформованої з 3-ї фінської піхотної дивізії (посилений піхотний полк), а також з резервом 3-ї піхотної дивізії — піхотний полк з наданої німецької танкової ротою. Протягом дев'яти днів полки дивізії вели запеклі бої за селище Войниця, після чого залишили його, відступаючи з боями у напрямку до Ухті. 54-та стрілецька дивізія, отримавши поповнення, зайняла позиції по рубежу річки Кіс-Кіс на північний захід від Ухти, де фінські війська 19 серпня 1941 року було остаточно зупинені в запеклих боях. З цього часу становище в смузі дивізії стабілізувався до 1944 року.
У вересні 1944 року, після виходу Фінляндії з війни, дивізія брала участь у переслідуванні німецьких військ на кандалашському та кестеньзькому напрямках, вийшла до державного кордону СРСР і до 14 листопада 1944 року перебувала на позиціях поздовж кордону
У грудні 1944 року 54-та дивізія передислокована до Сувалок, де увійшла до складу 31-ї армії.
З січня 1945 року билася у Східно-Прусській стратегічній операції. 27 січня 1945 року взяла участь у взятті міста Барт, продовжила наступ через Растенбург, прориваючи укріплені рубежі, вийшла до затоки Фрішес-Хафф і з 25 березня билася за опанування міста Гайлігенбайль. 2 квітня 1945 року виведена до резерву армії і згодом перекинута на 1-й Український фронт, зайнявши позиції на південний захід від Бунцлау. З 6 травня 1945 року залучалася до Празької операції, де і закінчила війну.